# Histoire des noms de rue de Saint-Étienne
Vous pouvez aider à l'améliorer ou bien discuter des problèmes sur sa page de discussion.
- Il ne cite pas suffisamment ses sources. Vous pouvez indiquer les passages à sourcer avec {{référence nécessaire}} ou {{Référence souhaitée}}, et inclure les références utiles en les liant aux notes de bas de page. (Marqué depuis mars 2024)
- Certaines informations devraient être mieux reliées aux sources mentionnées dans la bibliographie ou les liens externes. Améliorez sa vérifiabilité en les associant par des références. (Marqué depuis mars 2024)

- Archive Wikiwix
- Bing
- Cairn
- DuckDuckGo
- E. Universalis
- Gallica
- Google
- G. Books
- G. News
- G. Scholar
- Persée
- Qwant
- (zh) Baidu
- (ru) Yandex
- (wd) trouver des œuvres sur Wikidata

Vous trouverez ci-dessous une liste de rues de la ville de Saint-Étienne dans le département de la Loire. Cette liste essaye de donner l'origine du nom de la rue, l'histoire de la rue et de renvoyer à tout article lié.

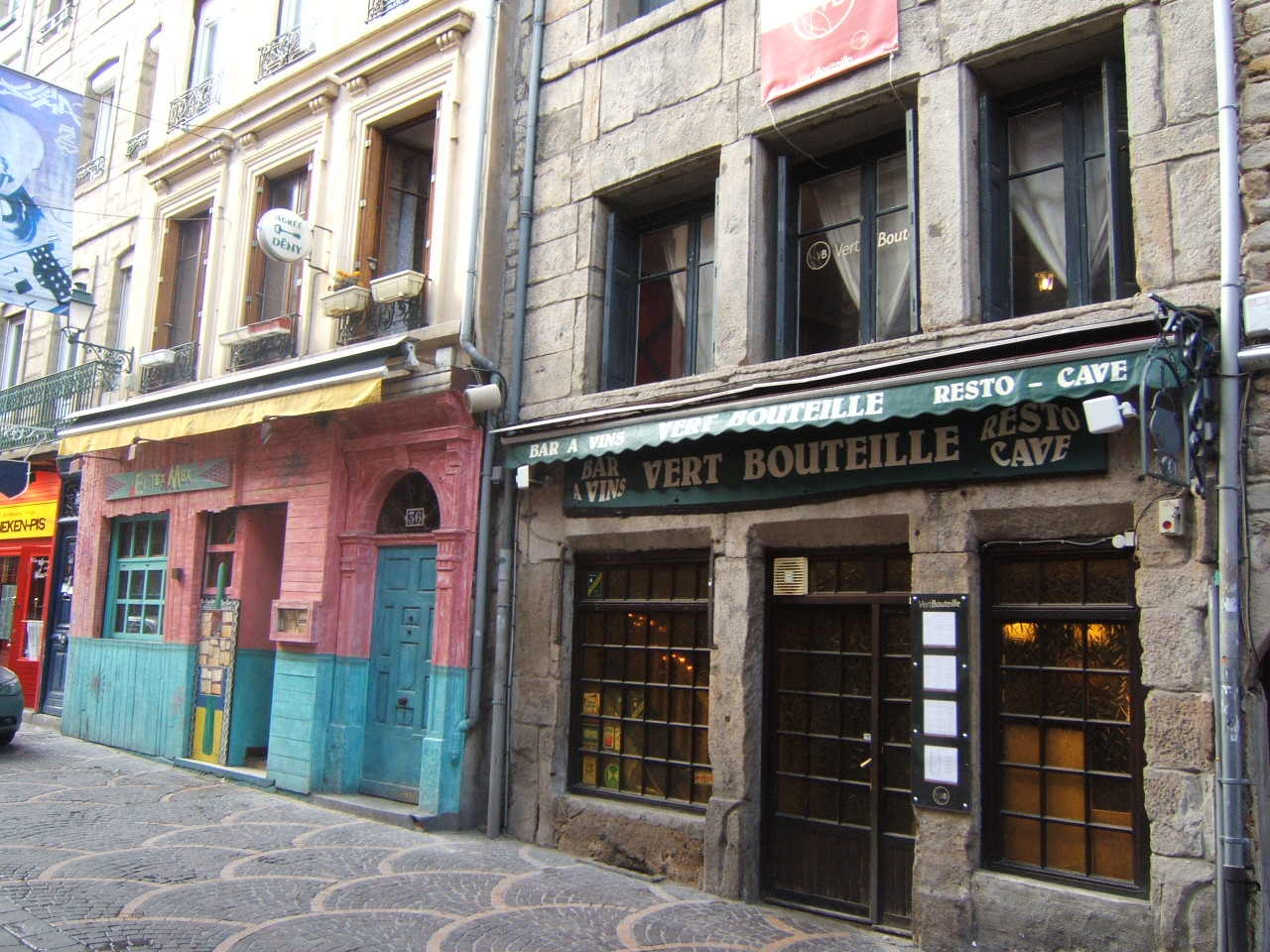
Rue des martyrs de Vingré dans la zone piétonne.

## Rues historiques de Saint-Étienne

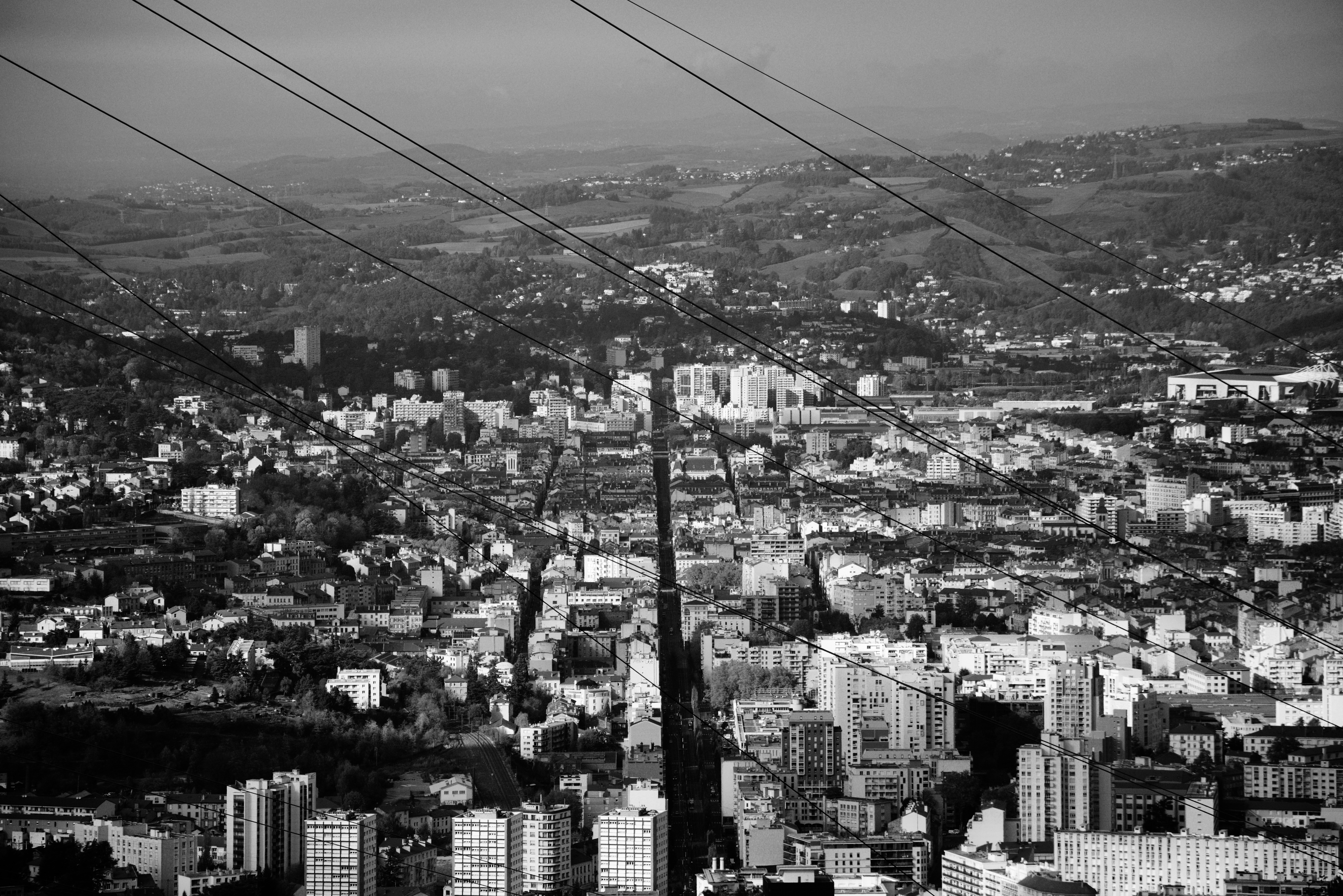
Depuis le Guizay on perçoit parfaitement la Grand'Rue (7 rues se prolongeant en ligne droite sur 6.5 km)

- La Grand’rue

C’est en fait le prolongement de plusieurs rues en ligne droite de 6,5 km, traversant tout Saint-Étienne du quartier de Bellevue à la Terrasse. Elle est composée de la rue ; des Docteurs Charcot, du 11 novembre, Gambetta, du Général Foy, du Président Wilson, Charles de Gaulle et Bergson.

- Rue de Lyon

ancienne route de Lyon, axe historique jusqu'au XIXe siècle. Son tracé ancien correspondait à l'actuelle avenue de la Libération, la rue Pierre Bérard et la rue Élise Gervais.
- Rue de la Barre

correspond à l'emplacement de l'ancienne barrière d'octroi à l'ouest des anciens remparts.
- Rue des fossés

ancien emplacement supposé des fortifications autour de la cité médiévale.
- Rue des francs-maçons

ancien emplacement d'une grande loge stéphanoise jusqu'à la Seconde Guerre mondiale.

### Personnalités et évènements d'envergure nationale
- Rue des martyrs de Vingré

Le 4 décembre 1914, six poilus tirés au sort parmi 24 autres, sont fusillés pour l'exemple à Vingré à l'ouest de Soissons dans l'Aisne au motif d'avoir reculé devant l'ennemi. Ils seront réhabilités le 29 janvier 1921. Cette rue s'appelait auparavant rue des réhabilités de Vingré
- Rue Albert Camus

Ecrivain et philosophe, Prix Nobel de littérature.

### Personnalités locales
- Rue Alfred Colombet:

Conseiller municipal de Saint-Etienne et conseiller général de la Loire (1886-1892 et 1896-1898), lié à la création du Musée d'art et d'industrie de Saint-Étienne en 1889.
- Rue Michel Rondet:

Mineur et syndicaliste modéré premier responsable de la fraternelle première caisse de secours autogérée par les mineurs.
- Rue Camille de Rochetaillée

Président de Chambre de Commerce de Saint-Étienne en 1846
- Rue de l'Enseigne Roux.
- Rue Denis Papin

physicien, mathématicien et inventeur français, il est connu pour ses travaux sur la machine à vapeur.
- Rue Antoine Durafour

ancien maire de Saint-Étienne et ministre du travail en 1925 et 1926.
- Rue Neyron

négociant, homme politique et ancien maire de Saint-Étienne.
- Place  Dorian

industriel, député et un ministre des travaux publics.
- Rue Marcellin Allard

écrivain et député des États généraux du Forez.
- Square Charles Exbrayat

Écrivain français, auteur de romans policiers.
- Cours Fauriel

historien et un linguiste.
- Allée Jean Guitton

philosophe et écrivain.
- Boulevard Jules Janin

écrivain et critique de théâtre.
- Rue Cécile Sauvage

écrivaine.
- Rue Francis Garnier

officier de marine et explorateur du Mékong.
- Rue Étienne Mimard

fondateur de Établissements Mimard devenus Manufrance.
- Rue Léon Lamaizière

architecte.
- Rue Alléon-Dulac

naturaliste né à Saint-Étienne et avocat au parlement de Lyon.
- Place Fourneyron

ingénieur et inventeur de la première turbine hydraulique.
- Allée Jules Garnier

ingénieur géologue, explorateur et industriel. Découvreur du minerai de nickel néo-calédonien en 1864 qui porte son nom: la garniérite
- Rue Émile Jaboulay

ingénieur chimiste spécialisé dans la métallurgie.
- Rue Roger Rivière

coureur cycliste.
- Place  Massenet

compositeur d'opéras.
- Rue Louis Soulié

ancien maire de Saint-Etienne, journaliste et patron de presse, sénateur de la Loire de 1920 à 1933.
- Rue Jules Ledin

ancien maire de Saint-Etienne, député de la Loire de 1906 à 1910.
- Impasse du Docteur Mossé

Conseiller municipal et adjoint au maire dans la première et deuxième municipalité Soulié, mort en déportation le 19 janvier 1945 dans le camp de Leitmeritz, en Tchécoslovaquie.

### La Résistance (1939-1945)
- Rue Élise-Gervais : anciennement "rue de Lyon", ainsi renommée après guerre en hommage à une résistante stéphanoise ;

- Rue de la Résistance : anciennement "rue de la Bourse", ainsi renommée après guerre en référence au groupe de résistants qui se réunissait en secret dans un café de cette rue ;

- Place Jean Moulin : unificateur de la Résistance en France ;

- Rue André Ruel : déporté à Dachau ;

- Avenue de la Libération : Avenue de type haussmannien à l'origine appelée avenue du président Faure. Elle fut construite sur un ancien faubourg du XVIIIe siècle.
- Rue Barthélemy Ramier

Adjoint au maire dans la municipalité Soulié de 1934 à 1939, membre du comité central du Parti communiste français, Franc-tireur et partisan du Gard et de l'Ardèche, fusillé le 12 juillet 1944 par des Waffen-SS, à Servas.

### En rapport avec l'ASSE, club de football de la ville
- Rue Paul et Pierre Guichard

Paul Guichard est inconnu mais Pierre Guichard est le fondateur de l'ASSE et l'acheteur du terrain de l'actuel Stade Geoffroy-Guichard (son père) et c'est lui qui a engagé les travaux de cette enceinte.
- Boulevard Roger Rocher

président du club entre 1961 et 1982 avec un palmarès 9 titres nationaux, 1 titre de D2, 6 coupes de France et finaliste de la coupe d’Europe.
- Rue Antoine Cuissard

Joueur de l'ASSE et de l'équipe de France de football.
- Allée vladimir Durković

Célèbre joueur stéphanois.
- Avenue Manuel Fernández

Il fut un joueur stéphanois au poste arrière-gauche pendant 10 ans, puis entraîneur des amateurs.
- Rue Jean Snella

Célèbre joueur puis entraîneur de football ayant évolué à l'ASSE.
- Place Manuel Balboa

Joueur stéphanois évoluant au poste d’ailier-droit.
- Allée Ignace Tax

Célèbre entraîneur de football ayant entraîné à l'ASSE.
- Allée Guy Huguet

Joueur stéphanois évoluant au poste d’arrière-droit.
- Place Jacques Borel

Il était un jeune joueur stéphanois qui se tua accidentellement en voiture alors même qu'il allait intégrer le groupe pro et remplacer Pierre Repellini.
- Allée du Père Chossonerie

Il fut animateur au club de foot "La vigilante".

## Lié à la Géographie
- Allée de Coventry (ex-Rue de Coventry) : située dans le parc de l'Europe au sud-est de la ville, fait référence à une ville d'Angleterre jumelée avec Saint-Étienne ;
- Allée de Geltendorf : également située dans le parc de l'Europe, fait référence à une ville d’Allemagne jumelée avec l’exclave de Saint-Victor-sur-Loire ;
- Allée de la Vivaraize : colline stéphanoise entre les quartiers de Centre-Deux et du Cours Fauriel ;
- Allée de Tamatave : ville à Madagascar jumelée avec Saint-Étienne. Voie également située au sein du Parc de l’Europe ;
- Allée de Windsor : municipalité de l'Ontario (Canada), jumelée avec Saint-Étienne. Elle est aussi située dans le Parc de l'Europe ;
- Allée du Barrage
- Allée du Brabant : région géographique à cheval sur la Belgique et les Pays-Bas ;
- Allée du Crêt de l'Œillon
- Allée du Jardin de Montaud
- Allée du Pic
- Allée, avenue et place du Pilat : parc naturel régional aux portes de la ville ;
- Allée du Rond-Point : évoque Le Rond-Point - Square Franklin Roosevelt, au sud du Cours Fauriel ;
- Allée du Tyrol : région alpine de l'Europe centrale ;

- Avenue de Rochetaillée : commune associée à Saint-Étienne au sud de la ville et au sein du Pilat ;
- Avenue de Verdun : commune du département de la Meuse, célèbre pour sa bataille en 1916 ;

- Boulevard de Janon : quartier à Terrenoire ;
- Boulevard de la Palle : La Palle, l'un des quartiers du sud-est de la ville où ont été construits des grands ensembles ;
- Boulevard des États-Unis : État d'Amérique du Nord ;
- Boulevard Valbenoite : en référence à l'ancienne commune de Valbenoite, rattachée à Saint-Étienne en 1855 ;

- Chemin d'Aurelle : lieu-dit de la commune (à Saint-Victor-sur-Loire) ;
- Chemin de Biorange : lieu-dit de la commune (à Saint-Victor-sur-Loire) ;
- Chemin de Chichivieux : lieu-dit de la commune (à Saint-Victor-sur-Loire) ;
- Chemin de la Béraudière : lieu-dit à cheval entre La Ricamarie et Saint-Étienne ;
- Chemin de la Chèvre : lieu-dit de la commune
- Chemin de la Cotancière : lieu-dit de la commune
- Chemin de Lavourière : lieu-dit de la commune (à Saint-Victor-sur-Loire) ;
- Chemin de Laya : lieu-dit de la commune ;
- Chemin de Poyeton : lieu-dit à cheval entre Saint-Jean-Bonnefonds et Saint-Étienne ;
- Chemin de Quéret : lieu-dit de la commune (à Saint-Victor-sur-Loire) ;
- Chemin des Crêts
- Chemin du Bardot : quartier de la ville ;
- Chemin du Crêt de la Chèvre
- Chemin du Crêt de la Faye
- Chemin du Crêt du Loup
- Chemin du Guizay : quartier au sud de la ville ;
- Chemin Le Crêt Pinson
- Chemin Le Crêt Tharreau

- Esplanade de France

- Impasse du Crêt de Roc

- Route de Salvaris : lieu-dit de la commune, entre Terrenoire et Rochetaillée ;

- Rue de Dunkerque : commune du Nord ;
- Rue de la Tour : située au Nord de la ville, elle renvoie à la commune de La Tour-en-Jarez ;
- Rue de Lyon : chef-lieu du Rhône et de la région Auvergne-Rhône-Alpes ;
- rue de Roubaix : commune du Nord ;
- Rue du Crêt de Côte Chaude
- Rue du Crêt de Montaud
- Rue Alsace-Lorraine, territoires cédés par la France à l'Empire allemand en application du traité de Francfort, signé le 10 mai 1871 après la défaite française.

## Lié à l'industrie locale
- Allée de la Métallurgie
- Rue du Puits Chatelus
- rue des armureriers
- rue du Puits de la Loire
- rue du Puits Thibaud
- rue du Puits Rochefort
- rue du Puits Pinel
- rue du Puits Lachaud
- Chemin du Puits Guérin
- rue du Puits de la Garenne
- rue du Puits Camille
- rue de la Robotique
- place et montée Sainte-Barbe: patronne des mineurs
- rue du Terril
- Allée Technopole
- rue des Teinturiers
- rue de la Télématique
- rue de la productique
- rue des Passementiers
- rue de la mécanique
- rue des Acieries
- rue de l'artisanat et du concept

- rue des Touristes
- Boulevard des Mineurs
- rue des mineurs de la Chana
- rue des Mutilés du travail

## Noms de rues qui font rêver...
- Square du Temps Passé
- rue du Repos
- rue de L'Éternité

(ces 2 dernières se croisent... et sont situées près du Cimetière du CRÊT-DE-ROC)
- Allée des Jasmins
- Boulevard de Chantalouette
- Allée des Camélias
- rue de l'Automne
- rue des deux amis

Et pour finir:
- la rue des Adieux...

## Sources et références
- « Étienne Mimard », sur noms.rues.st.etienne.free.fr (consulté le 28 août 2023)
- Pierre Thiolière, « Qui sont les martyrs de Vingré, fusillés pour l'exemple pendant la Grande Guerre ? », sur leprogres.fr, 11 novembre 2021 (consulté le 28 août 2023)
- Jean-Michel Steiner, « Pierre Alfred Colombet », sur maitron.fr
- Yves Lequin, « Michel Rondet », sur maitron.fr
- « Camille de Rochetaillée », sur noms.rues.st.etienne.free.fr
- « Antoine Durafour », sur noms.rues.st.etienne.free.fr
- Pascale Bigay, « Antoine Neyron, le maire qui a changé l’axe d’orientation de la ville », sur leprogres.fr
- « Pierre Fréderic Dorian », sur noms.rues.st.etienne.free.fr
- Michel Cordillot, Bernard Desmars, « Pierre Frédéric Dorian », sur maitron.fr
- « Marcelin Allard », sur noms.rues.st.etienne.free.fr
- « Charles Exbrayat », sur noms.rues.st.etienne.free.fr
- Marie-Nicolas Bouillet, Alexis Chassang, « Dictionnaire universel d'histoire et de géographie (Claude Fauriel) », sur gallica.bnf.fr, Hachette, 1878, p. 649